# Квоте Сан Франческо-Странгило-Торе
Квоте Сан Франческо-Странгило-Торе је насеље у Италији у округу Ређо ди Калабрија, региону Калабрија.
Према процени из 2011. у насељу је живело 140 становника. Насеље се налази на надморској висини од 11 м.